# 漢斯·卡爾·馮·迪比奇-扎巴爾坎斯基

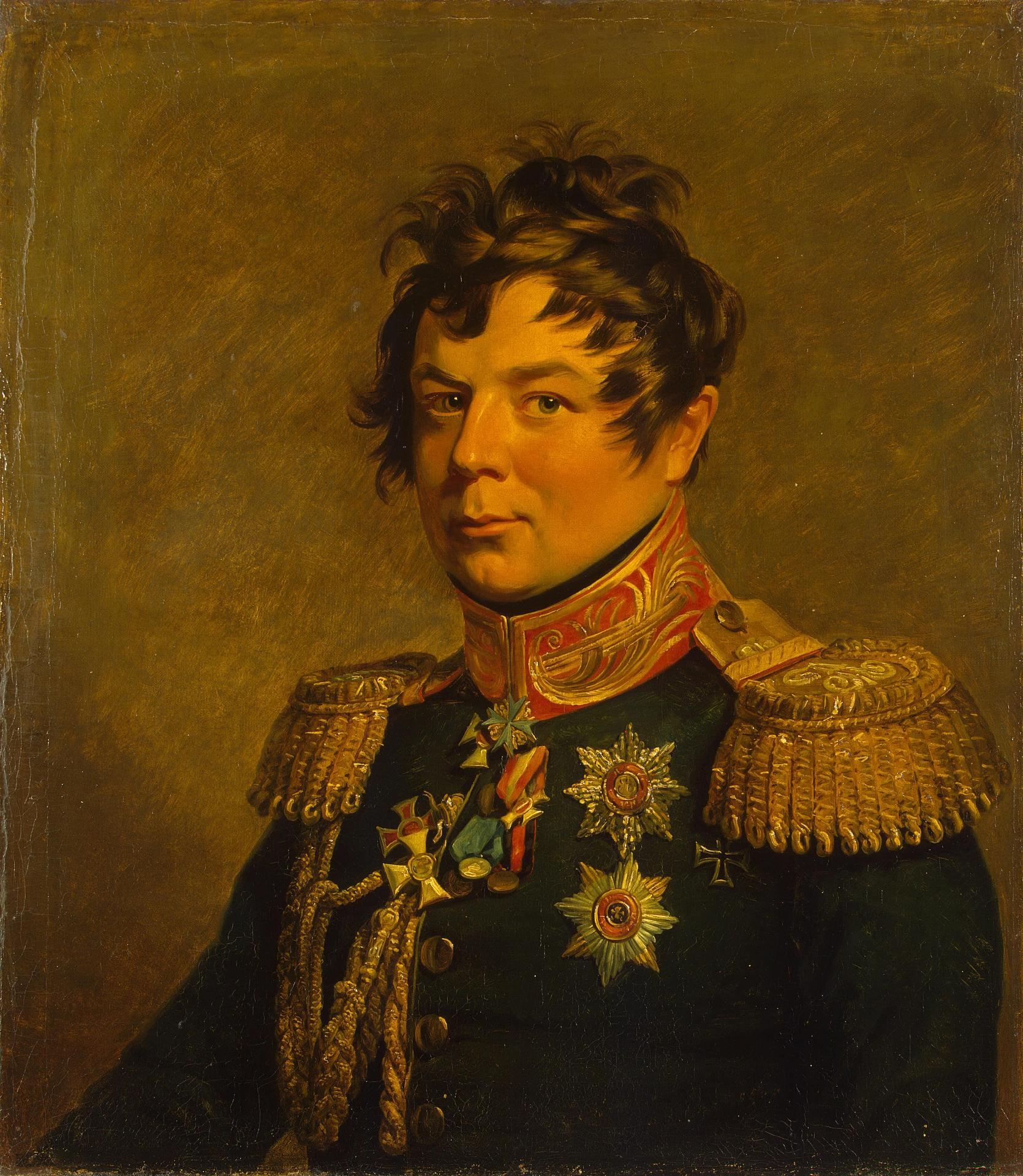

漢斯·卡爾·弗里德里希·安東·馮·迪比奇-扎巴爾坎斯基伯爵（德語：Hans Karl Friedrich Anton Graf von Diebitsch-Sabalkanski；1785年5月13日—1831年6月10日），德裔帝俄陸軍元帥，曾任俄軍總參謀長。生於下西里西亞 大利帕，逝世于普烏圖斯克附近。

## 生平
迪比奇曾就讀于柏林的軍官學校，他的父親是普魯士國王弗里德里希二世的副官，然而他卻希望迪比奇去加入俄國陸軍，他本人也在1801年這樣做了。迪比奇加入俄軍后，參加了1805年的對法戰役，並在奧斯特里茨負傷。奧斯特里茨敗陣后，迪比奇在本尼格森麾下參與了埃勞會戰和弗里德蘭會戰，並在弗里德蘭會戰結束后晋升上尉。
在之後五年的和平時期中，迪比奇致力於戰爭藝術的研究。1812年衛國戰爭開始后，迪比奇再一次回到軍隊服役。他在維特根斯坦親王指揮的歷次戰役中戰功卓著，尤其是在第二次波洛茨克會戰中（1812年10月18－19日），此戰後迪比奇進位陸軍少將。在俄法戰爭後期，他率軍進攻普魯士約克將軍的分遣隊。但在俄軍總司令庫圖佐夫元帥的授意下，俄軍準備與普軍停戰以便共同反對拿破崙。迪比奇借由此時在俄軍中服役的克勞塞維茨與普軍達成了陶羅根停戰協定，之後迪比奇與他昔日的德國同胞一起參與了早期的第六次反法聯盟戰爭。
在呂岑會戰後迪比奇率軍加入由奧地利施瓦岑貝格元帥率領的聯軍西里西亞軍團，并參與談判了聯軍誓約反法的雷申巴赫秘密條約。之後的德累斯頓會戰和萊比錫民族大會戰中，迪比奇的優秀指揮才能使他晋升為陸軍中將。于1814年戰局的危機中，迪比奇強烈建議聯軍應該直取巴黎；聯軍于1814年3月30日進入巴黎后，俄皇亞歷山大一世授予迪比奇亞歷山大·涅夫斯基勳章。
1815年，迪比奇參加了維也納會議，事後他成為了皇帝的近衛副官。亞歷山大一世駕崩后，迪比奇繼續留任于尼古拉一世陛下的身邊，并得到了皇帝的寵信。尼古拉一世進封迪比奇為男爵，不久后進位伯爵。1820年迪比奇曾擔任帝俄陸軍總參謀長，1825年迪比奇協助鎮壓了發生於京師的十二月黨人起義。
他最卓越的功績是在1828－1829年的第八次俄土戰爭中。在持續擊敗土軍之後，迪比奇率領俄軍突破鄂圖曼帝國巴爾幹防線，在亞德里亞堡會戰中取得輝煌勝利，這是自10世紀基輔大公斯維亞托斯拉夫·伊戈列維奇之後俄軍再次突破巴爾幹山脈。三萬五千名俄國士兵越過巴爾幹山脈，鄂圖曼首都伊斯坦布爾門戶洞開，蘇丹只得屈辱求和，與俄國簽訂《亞德里亞堡條約》，割讓外高加索沿海的領土。在這次戰爭中的巨大功績，使迪比奇晋升陸軍元帥，并獲得了Zabalkanski（英譯Transbalkanian，意為穿越巴爾幹的）的勝利頭銜，以紀念他穿越巴爾幹山脈的著名行軍。Zabalkanski是俄羅斯帝國承認的帝國皇家軍隊十一處戰功之一，類似于中國南宋朝廷發佈的宋軍十三處戰功。與此並列的著名戰功還有蘇沃洛夫元帥的雷姆尼克伯爵稱號和意大利親王稱號，以及後來在1831年為紀念收復華沙成功鎮壓波蘭十一月起義的華沙親王帕斯凱維奇元帥等。
1830年，迪比奇被皇帝欽點為西征軍總司令，鎮壓發生于波蘭的十一月起義。迪比奇在波蘭東部的格羅喬斯卡與波蘭軍隊血戰（Battle of Olszynka Grochowska，1831年1月25日）取得慘痛的勝利，俄軍損失人數比波蘭多出近兩千人，此戰被普遍認為無決定性戰果。而在之後的奧斯特列卡會戰（Battle of Ostrołęka，1831年5月26日）迪比奇戰勝波軍。然而之後不久，未等俄軍攻入華沙，6月10日迪比奇就因感染霍亂而死于普烏圖斯克附近的Kleszewo。

## 評價
迪比奇是一位頗有傳奇色彩又很悲劇性的英雄。他出生、成長於德國，卻因為莫名其妙的願望和父親一起加入俄軍，迪比奇從基層做起，幾乎參與了俄國與拿破崙的所有戰役，並在關鍵時刻多次顯示出才能，比如在俄軍越出國境反擊后需要與普魯士停戰時，又或者在1814年危殆戰局中建議直取巴黎。他和尼古拉一世的私人關係相當好。在第八次俄土戰爭中迪比奇穿越巴爾幹山脈的行動令整個俄國為之歡呼，八百年後，俄國人再一次站在君士坦丁堡的面前。此戰之後，迪比奇當之無愧的成為西征軍司令，然而，霍亂的橫行讓這位元帥和尼古拉一世的哥哥康斯坦丁大公飲恨華沙城下，把下一個戰功稱號讓給了後來接替總司令的帕斯凱維奇。